# Bishopsgate (stadion)
Bishopsgate – stadion piłkarski w Longford, w Irlandii. Został otwarty w 1993 roku. Może pomieścić 6000 widzów, w tym 1378 na zadaszonej trybunie głównej. Swoje spotkania rozgrywają na nim piłkarze klubu Longford Town FC.

## Historia
Do lat 70. XX wieku klub piłkarski Longford Town FC (założony w 1924 roku) rozgrywał swoje spotkania na stadionie z torem do wyścigów chartów przy Park Road. Następnie zespół na krótko przeniósł się na boisko przy Water Street, po czym do 1993 roku grał na Abbeycarton. W 1993 roku otwarto obecny stadion klubu, który wybudowano około 3 km na zachód od centrum Longford. W 2001 roku rozpoczęto rozbudowę areny.
Od momentu otwarcia stadion regularnie gości spotkania Longford Town FC (w tym mecze w najwyższej klasie rozgrywkowej). Drużyna ta rozegrała na obiekcie także kilka spotkań w ramach europejskich pucharów. 30 sierpnia 2004 roku odbył się tu finał League of Ireland Cup (Longford Town FC – Bohemian FC 2:1). Ponadto na stadionie grywały irlandzkie reprezentacje młodzieżowe. W 2019 roku obiekt gościł cztery mecze fazy grupowej piłkarskich Mistrzostw Europy U-17.
Początkowo stadion znany był jako „Mullogher”, jednak nazwę tę szybko zmieniono na „Strokestown Road”. W 2001 roku uzyskano sponsora tytularnego i stadion przemianowano na „Flancare Park”. Nazwa ta obowiązywała do 2013 roku. Następnie podpisano umowę z innym sponsorem i stadion znany był jako „City Calling Stadium”. Pod zakontraktowaniu kolejnego sponsora pod koniec 2019 roku, nazwę zmieniono na „Bishopsgate”.